# Cheryl Pounder
Cheryl Pounder, född den 21 juni 1976 i Montréal i Kanada, är en kanadensisk ishockeyspelare.
Hon tog OS-guld i damernas ishockeyturnering i samband med de olympiska ishockeytävlingarna 2002 i Salt Lake City.